# Polysorbát 80
Polysorbát 80 je neiontový tenzid a emulgátor používaný v potravinářství (pod kódem E 433). Jedná se o vazkou žlutou kapalinu rozpustnou ve vodě.

## Vlastnosti
Polysorbát 80 je odvozuje z polyethoxylovaného sorbitanu a kyseliny olejové. Hydrofilními skupinami jsou zde polyethery, také nazývané jako polyoxyethylenové skupiny, jež jsou polymery ethylenoxidu.
Kritická micelární koncentrace polysorbátu 80 je 0,012 mmol·dm−3.

## Použití

### V potravinářství
V potravinářství se polysorbát 80 používá především jako emulgátor; například ve zmrzlinách 0,5 hmotnostních procent této látky zvyšuje krémovitost a také odolnost vůči tání. V mléku brání bílkovinám v úplném obalení tukových kapek, čímž jim umožňuje spojovat se do řetězců a sítí, čímž se usnadňuje zadržování vzduchu a díky tomu se s táním zmrzliny nemění její tvar.

### V kosmetice
Polysorbát 80 se také používá jako tenzid v mýdlech a kosmetických přípravcích nebo jako látka usnadňující rozpouštění.

### V lékařství
V lékařství se polysorbát 80 využívá ke stabilizaci vodných roztoků léků a také jako emulgátor při výrobě antiarytmika amiodaronu a rovněž jako pomocná látka v některých vakcínách proti chřipce v obvyklém množství 25 μg na dávku. Přidává se i do mnoha dalších očkovacích látek (byť pro danou nemoc existují i vakcíny bez polysorbátu). Je obsažena i ve vakcínách proti covidu-19 Oxford–AstraZeneca proti covidu-19 či Sputniku V. Polysorbát má často vedlejší účinky.

### V laboratořích
Některé mykobakterie mají určitý druh lipázy (enzymu štěpícího lipidy); v roztoku obsahujícím polysorbát 80 a fenolovou červeň vyvolávají změnu jeho zbarvení, což je možné využít k určení fenotypu nebo k izolaci těchto bakterií.